# Port Wakefield
Port Wakefield – miasto w Australii, w stanie Australia Południowa.